# Jelení studánka
Jelení studánka är en källa i Tjeckien.   Den ligger i regionen Olomouc, i den östra delen av landet, 200 km öster om huvudstaden Prag. Jelení studánka ligger 1 281 meter över havet.